# Александровка (городской округ Коломна)
Александровка — деревня в городском округе Коломна Московской области России. Население — 50 чел. (2021).

## Население
| 1859 | 1890 | 1926 | 2002 | 2006 | 2010 | 2015 |
| ---- | ---- | ---- | ---- | ---- | ---- | ---- |
| 86   | ↗121 | ↗142 | ↘24  | ↗27  | ↗44  | ↘38  |
| 2021 |      |      |      |      |      |      |
| ↗50  |      |      |      |      |      |      |

## География
Расположена в западной части городского округа, примерно в 5 км к западу от центра города Озёры. В деревне 1 улица — Рябиновая, зарегистрировано 2 садовых товарищества. Связана автобусным сообщением с городами Озёры и Ступино. Ближайший населённый пункт — село Комарёво.

## История
В «Списке населённых мест» 1862 года Александровка (Ново-Александрова) — владельческая слобода 2-го стана Коломенского уезда Московской губернии между левым берегом реки Оки и Каширским трактом, в 29 верстах от уездного города, при колодце, с 14 дворами и 86 жителями (39 мужчин, 47 женщин).
По данным на 1890 год входила в состав Суковской волости Коломенского уезда, число душ составляло 121 человек.
В 1913 году — 27 дворов.
По материалам Всесоюзной переписи населения 1926 года — деревня Комаревского сельсовета Суковской волости, проживало 142 жителя (65 мужчин, 77 женщин), насчитывалось 29 хозяйств.
С 1929 года — населённый пункт в составе Озёрского района Коломенского округа Московской области, с 1930-го, в связи с упразднением округа, — в составе Озёрского района Московской области.
До муниципальной реформы 2006 года — деревня Тарбушевского сельского округа.
С 2015 до 2020 года входила в городской округ Озёры.